# Статья-список
Статья-список (листикл, англ. listicle) — новый жанр информационно-развлекательной журналистики, использующий в качестве композиционного принципа организации текста нумерованный список, что почти обязательно отражается в заголовке («Десять причин начать бегать», «Семь городов, которые надо посетить в Италии», «Пять главных причин разводов»). Статьи-списки широко используются в интернет-журналистике, модной и глянцевой журналистике, а также в рекламных и прикладных информационных текстах (путеводителях, информационных брошюрах и проч.). Прототипами статей-списков могут считаться наборы суждений, правил и предписаний, упорядоченные в виде списков («10 заповедей», «Заповеди блаженства», «95 тезисов» Мартина Лютера и др.).

## Разновидности

### Ранжированная статья-список
Порядок перечисления пунктов в таком листикле иконически отражает иерархию включенных в него пунктов и предполагает оценочную шкалу («10 лучших альбомов прогрессивного рока», «Семь лучших ресторанов Москвы»). Принцип подачи объектов в списке может быть как нисходящим, так и (чаще) восходящим, с расположением самого значительного или важного пункта в самом конце списка.

### Тематическая статья-список
В тематическом листикле порядок не играет значительной роли, однако пункты внутри списка могут быть тематически упорядочены, например в листикле «15 мест, которые надо посетить в Риме» в тематические микрогруппы могут быть объединены музеи, архитектурные объекты, кафе и рестораны и проч.

### Статья-список с произвольным порядком
В организации списка нет очевидной доминирующей логики, все элементы обладают примерно равной значимостью.